# Debbie Green
Pour les articles homonymes, voir Green.
Deborah Green Vargas, dite Debbie Green, est une joueuse américaine de volley-ball née le 25 juin 1958 à Séoul.

## Biographie
Avec l'équipe des États-Unis de volley-ball féminin, Debbie Green est médaillée d'argent aux Jeux panaméricains de 1983 à Caracas et aux Jeux olympiques d'été de 1984 à Los Angeles.